# Tetrastigma corniculatum
Tetrastigma corniculatum är en vinväxtart som beskrevs av Merrill. Tetrastigma corniculatum ingår i släktet Tetrastigma och familjen vinväxter. Inga underarter finns listade i Catalogue of Life.